# Zou Taofen
Zou Taofen (chiń. upr. 邹韬奋; chiń. trad. 鄒韜奮; pinyin Zōu Tāofèn; Wade-Giles Tsou T’ao-fen), właściwie Zou Enrun (鄒恩潤; ur. 5 listopada 1895, zm. 24 lipca 1944) – chiński dziennikarz, publicysta.
Urodził się w 1895 roku w Yong’an w prowincji Fujian. Pochodził z rodziny podupadłej lokalnej elity. Jego matka umarła gdy miał 12 lat. W 1919 roku wstąpił na Uniwersytet Św. Jana w Szanghaju, chrześcijańską uczelnię założoną w poł. XIX wieku przez anglikańskich misjonarzy, który ukończył w 1921 roku. W 1926 roku znalazł pracę w tygodniku „Życie” (chiń. 生活, Shenghuo), niskonakładowym piśmie założonym przez Chińskie Towarzystwo Szkolnictwa Zawodowego. Nakład pisma wzrósł w czasie jego pracy z początkowych 4 tys. do 200 tys. w 1933, gdy zostało zamknięte z rozkazu Czang Kaj-szeka. Pismo było kierowane do ludzi takich jak Zuo, walczących o awans społeczny i obawiających się spadnięcia do klasy robotniczej.
W swej działalności Zuo promował idee „Ruchu Nowej Kultury”, prądu wzywającego do modernizacji Chin, na wzór japoński, poprzez odrzucenie tradycji konfucjańskiej i sięgnięcie do wzorów zachodnich. Zou starał się przybliżyć chińskiemu czytelnikowi i postawić mu za wzór liczne postaci, m.in. Gandhiego, Kemala Atatürka, George’a Eastmana, Thomasa Edisona, Ludwika Pasteura, Marię Skłodowską-Curie i Alberta Einsteina. W swoich poglądach ewoluował od liberalizmu do marksizmu.
Po zamknięciu „Życia” Zou Taofen wyjeżdża z kraju. W 1936 roku po powrocie wchodzi w skład Ruchu Ocalenia Narodowego, gdzie zajmuje się agitacją na rzecz oporu przeciwko japońskiej agresji. W 1940 związał się z komunistami, u których również odpowiedzialny był za propagandę. W 1944 roku umiera na raka.